# Basket Alcamo 2009-2010
La stagione 2009-2010 del Basket Alcamo è stata la sesta consecutiva disputata in Serie A2 femminile.

## Stagione
Sponsorizzata dalla Gea Magazzini, la società trapanese si è classificata al quarto posto nel Girone Sud della seconda serie e ha partecipato ai play-off per la promozione. È stata eliminata ai quarti dalla Cestistica Azzurra Orvieto.

## Rosa
| Giocatrici |
| ---------- |

| N° | Naz.                | Ruolo | Sportivo           | Anno | Alt. |  |
| -- | ------------------- | ----- | ------------------ | ---- | ---- |  |
| 4  | Italia (bandiera)   | P     | Anna Caliendo      | 1983 | 161  |  |
| 5  | Italia (bandiera)   | PG    | Eleonora Magaddino | 1975 | 168  |  |
| 6  | Italia (bandiera)   | A     | Stefania Iuliano   | 1979 | 178  |  |
| 7  | Italia (bandiera)   | C     | Giorgia Belfiore   | 1982 | 195  |  |
| 8  | Italia (bandiera)   | A     | Azzurra Gaglio     | 1989 | 183  |  |
| 9  | Lettonia (bandiera) | AG    | Diāna Skrastiņa    | 1972 | 186  |  |
| 10 | Italia (bandiera)   | P     | Enrica Pavia       | 1989 | 176  |  |
| 11 | Italia (bandiera)   | A     | Antonina Cucchiara | 1976 | 178  |  |
| 12 | Italia (bandiera)   | AG    | Liliana Miccio     | 1989 | 182  |  |
| 14 | Italia (bandiera)   | A     | Eleonora Laffi     | 1983 | 188  |  |
| 15 | Italia (bandiera)   | A     | Giovanna Ferrara   | 1992 | 174  |  |
| 16 | Italia (bandiera)   | G     | Giulia Calabretta  | 1990 | 170  |  |
| 16 | Italia (bandiera)   | A     | Dalila Cucchiara   | 1979 | 175  |  |

| Staff tecnico                                           |
| ------------------------------------------------------- |
| Allenatore: Giuseppe Caboni                             |
| Assistente allenatore: Giovanni Pietro Ferreri          |
| Allenatore settore giovanile: Giuseppe Chimenti         |
| Addetto statistiche: Salvatore Perricone                |
| Preparatore atletico: Marco Abbate                      |
| Fisioterapista: Francesco Messina e Gioacchino Lombardo |
| Medico sociale: Leonardo Pipitone                       |
| Addetto arbitri: Giuseppe Ammoscato                     |

| Giocatrici acquisite a stagione in corso |
| ---------------------------------------- |

| N° | Naz.                | Ruolo | Sportivo                             | Anno | Alt. |  |
| -- | ------------------- | ----- | ------------------------------------ | ---- | ---- |  |
| 19 | Germania (bandiera) | GA    | Roli-Ann Nikagbatse (dal 10 gen)     | 1984 | 178  |  |
| 20 | Italia (bandiera)   |       | Valentina Lo Cascio (dal 21 gennaio) | 1992 |      |  |

| Giocatrici cedute a stagione in corso |
| ------------------------------------- |

| N° | Naz. | Ruolo | Sportivo | Anno | Alt. |  |
| -- | ---- | ----- | -------- | ---- | ---- |  |

Scheda su LegABasketFemminile.it

## Dirigenza
La dirigenza è composta da:
- Presidente: Silvana Tognetti
- Dirigente accompagnatore: Adalgisa Impastato
- Dirigente responsabile e resp. settore giovanile: Lino Scalzo
- Addetto stampa: Francesco Dominus Dixit
- Addetto marketing e logistica: Pietro Provenzano